# La demora
La demora és una pel·lícula de 2012, coproduïda per l'Uruguai, Mèxic i França. Escrit per Laura Santullo i dirigit per Rodrigo Plá, el drama és protagonitzat per Roxana Blanco, Carlos Vallarino, Oscar Pernas, Cecilia Baranda, Thiago Segovia y Facundo Segovia. La pel·lícula va competir pel Oscar a millor pel·lícula estrangera en representació de l'Uruguai.

## Sinopsi
María, treballadora empedreïda, sense parella i mare de tres fills, ha de resoldre què fer amb el seu pare major i malalt. A Agustín no ho accepten en un asil, perquè compta amb una família que pot cuidar-lo. S'oblida de les coses; està envellint i ho sap. La seva filla cuida d'ell, dorm poc i treballa massa. L'aclaparament de María va en augment. La relació entre aquests dos éssers que es volen i alhora s'incomoden de sobte es trenca.

## Protagonistes
- Roxana Blanco (María)
- Carlos Vallarino (Agustín)
- Óscar Pernas
- Cecilia Baranda
- Thiago Segovia
- Facundo Segovia

## Premis
- Festival Internacional del Nou Cinema Llatinoamericà de l'Havana (2012): millor música original.[1][5]
- LV edició dels Premis Ariel (2012): va guanyar el Premi Ariel a la millor direcció i al millor guió adaptat (Laura Santullo), i fou nominada als premis a la millor pel·lícula, millor actriu (Roxana Blanco), millor actor (Carlos Vallarino), i millor fotografia (María José Secco).[6]
- Festival de Cinema Llatinoamericà de Biarritz (2012): millor interpretació (Roxana Blanco). (Roxana Blanco).[7]
- 62è Festival Internacional de Cinema de Berlín (2012): Premi del Jurat Ecumènic.[8]